# Bahnstrecke Bruntál–Malá Morávka
| Kursbuchstrecke (SŽ): | 312 (2009)           |                                                        |                                                        |
| Spurweite: | 1435 mm (Normalspur) |                                                        |                                                        |
| Maximale Neigung: | 40 ‰                 |                                                        |                                                        |
| Streckengeschwindigkeit: | 50 km/h              |                                                        |                                                        |
| |                      |                                                        |                                                        |
| \| \| \| von Olomouc hl. n. (vorm. MSCB) \| \| \| \| 0,000 \| Bruntál früher Freudenthal in öst. Schl. \| Bruntál früher Freudenthal in öst. Schl. \| \| \| \| nach Opava východ (vorm. MSCB) \| \| \| \| \| vlečka \| \| \| \| 4,288 \| Staré Město u Bruntálu früher Altstadt bei Freudenthal \| Staré Město u Bruntálu früher Altstadt bei Freudenthal \| \| \| 8,399 \| Rudná pod Pradědem früher Lichtewerden \| Rudná pod Pradědem früher Lichtewerden \| \| \| 9,561 \| vlečka Pramet \| vlečka Pramet \| \| \| 9,628 \| Světlá Hora früher Engelsberg-Lichtewerden \| Světlá Hora früher Engelsberg-Lichtewerden \| \| \| 14,639 \| Rudná pod Pradědem zastávka früher Vogelseifen \| Rudná pod Pradědem zastávka früher Vogelseifen \| \| \| 17,066 \| Malá Morávka früher Klein Mohrau-Karlsdorf \| Malá Morávka früher Klein Mohrau-Karlsdorf \| \| \| 17,266 \| (Streckenende) \| (Streckenende) \| |                      |                                                        |                                                        |
| Strecke |                      | von Olomouc hl. n. (vorm. MSCB)                        | von Olomouc hl. n. (vorm. MSCB)                        |
| Bahnhof | 0,000                | Bruntál früher Freudenthal in öst. Schl.               | Bruntál früher Freudenthal in öst. Schl.               |
| Abzweig geradeaus und nach rechts |                      | nach Opava východ (vorm. MSCB)                         | nach Opava východ (vorm. MSCB)                         |
| Abzweig geradeaus und ehemals von links |                      | vlečka                                                 | vlečka                                                 |
| ehemaliger Haltepunkt / Haltestelle | 4,288                | Staré Město u Bruntálu früher Altstadt bei Freudenthal | Staré Město u Bruntálu früher Altstadt bei Freudenthal |
| Haltepunkt / Haltestelle | 8,399                | Rudná pod Pradědem früher Lichtewerden                 | Rudná pod Pradědem früher Lichtewerden                 |
| Abzweig geradeaus und ehemals von rechts | 9,561                | vlečka Pramet                                          | vlečka Pramet                                          |
| Bahnhof | 9,628                | Světlá Hora früher Engelsberg-Lichtewerden             | Světlá Hora früher Engelsberg-Lichtewerden             |
| Haltepunkt / Haltestelle | 14,639               | Rudná pod Pradědem zastávka früher Vogelseifen         | Rudná pod Pradědem zastávka früher Vogelseifen         |
| Bahnhof | 17,066               | Malá Morávka früher Klein Mohrau-Karlsdorf             | Malá Morávka früher Klein Mohrau-Karlsdorf             |
| | 17,266               | (Streckenende)                                         | (Streckenende)                                         |

Die Bahnstrecke Bruntál–Malá Morávka ist eine regionale Eisenbahnverbindung in Tschechien, die ursprünglich durch die k.k. Staatsbahnen (kkStB) als Lokalbahn erbaut und betrieben wurde. Sie zweigt in Bruntál (Freudenthal) von der Bahnstrecke Olomouc–Opava východ ab und führt im Altvatergebirge nach Malá Morávka (Kleinmohrau).
Nach einem Erlass der tschechischen Regierung ist die Strecke seit dem 20. Dezember 1995 als regionale Bahn („regionální dráha“) klassifiziert.

## Geschichte
Eröffnet wurde die Strecke am 31. Mai 1901. Den Betrieb führten die kkStB selbst.
Im Jahr 1912 wies der Fahrplan der Lokalbahn insgesamt drei gemischte Zugpaare aus, ergänzt durch ein dem Ausflugsverkehr dienendes Personenzugpaar an Sonn- und Feiertagen. Die Züge benötigten für die 17 Kilometer lange Strecke bergwärts zwischen 56 und 69 Minuten.

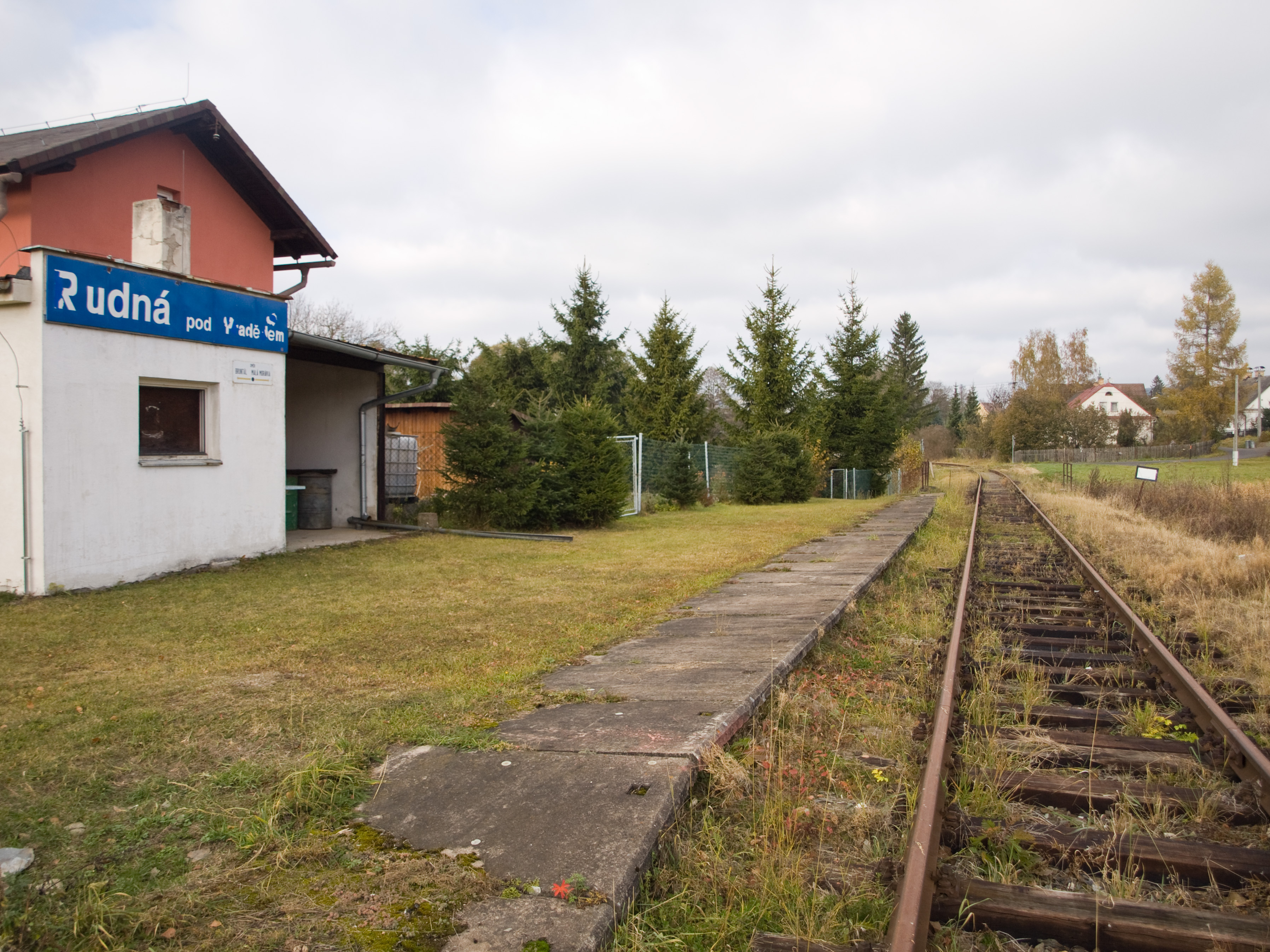
Haltestelle Rudná pod Pradědem (2011)

Nach dem für Österreich-Ungarn verlorenen Ersten Weltkrieg gelangte die Strecke ins Eigentum der neu begründeten Tschechoslowakischen Staatsbahnen (ČSD).
Ende der 1920er Jahre/Anfang der 1930er Jahre wurde das Zugangebot im Reiseverkehr zugunsten schnellerer Buslinien Schritt für Schritt  reduziert. Der Winterfahrplan von 1937/38 verzeichnete schließlich nur noch ein tägliches Zugpaar, ergänzt durch ein weiteres samstags. Weiterhin im Fahrplan enthalten war ein Zug für Ausflügler an Sonntagen.
Nach der Angliederung des Sudetenlandes an Deutschland im Herbst 1938 kam die Strecke zur Deutschen Reichsbahn, Reichsbahndirektion Oppeln. Im Reichskursbuch war die Verbindung als Kursbuchstrecke 151t Freudenthal–Klein Mohrau enthalten. Nach dem Ende des Zweiten Weltkriegs kam die Strecke wieder vollständig zu den ČSD.
Am 1. Januar 1993 ging die Strecke im Zuge der Auflösung der Tschechoslowakei an die neu gegründeten České dráhy (ČD) über. Seit 2003 gehört sie zum Netz des staatlichen Infrastrukturbetreibers Správa železniční dopravní cesty (SŽDC).

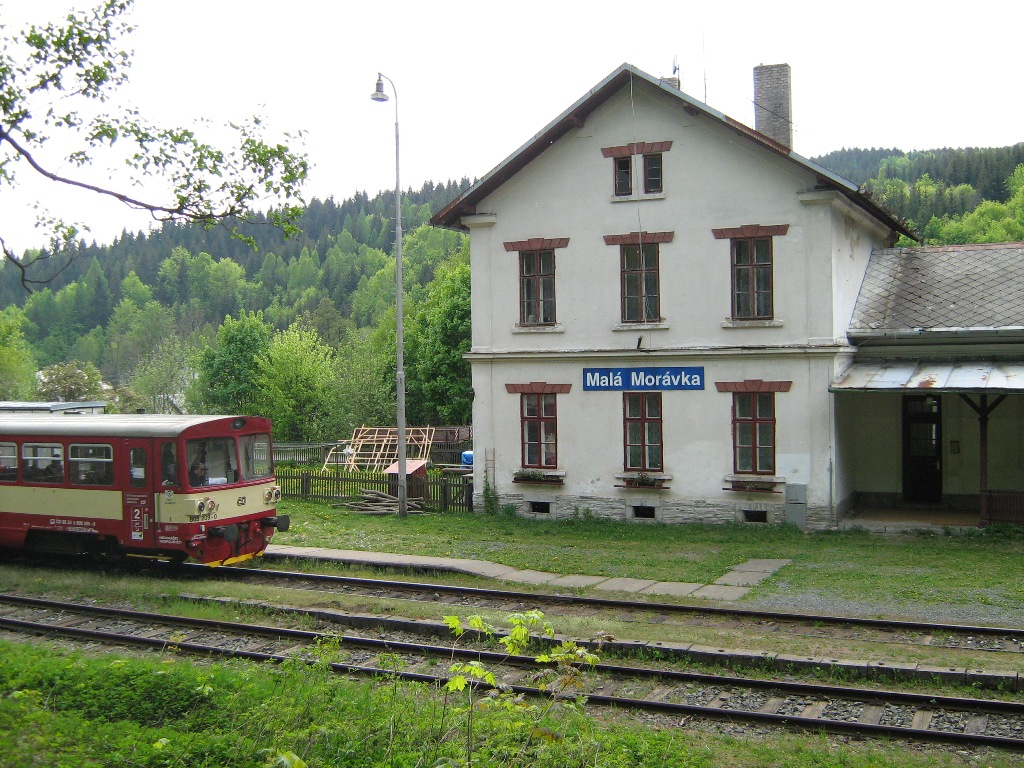
Bahnhof Malá Morávka (2009)

In den 1990er Jahren fand Reisezugverkehr nur noch an den Wochenenden in der Touristensaison im Sommer statt. Im Jahresfahrplan 2009 verkehrten auf der Strecke fünf Personenzugpaare zwischen dem 1. Mai und 28. Oktober an Wochenenden und Feiertagen. Seit dem Fahrplanwechsel am 13. Dezember 2009 gibt es keinen regulären Reisezugverkehr mehr. Seitdem verkehrten nur noch einige Sonderzüge.
Im Herbst 2010 erschien die Strecke auf der Liste stillzulegender Strecken des Verkehrsministeriums. Nach Anhörung des Streckenbetreibers SŽDC gab es zu diesem Zeitpunkt keine Aussicht auf Erneuerung des Güterverkehrs. Der zuständige Aufgabenträger Moravskoslezský kraj rechnete zudem nicht mit einer Wiederaufnahme des Schienenpersonennahverkehrs. Den Erhalt der Strecke für einige wenige Zugfahrten im Jahr schätzte die SŽDC als unrentabel ein. Das Innenministerium befürwortete am 1. November 2010 die beabsichtigte Stilllegung. Die Gemeinde Malá Morávka äußerte sich in einer Erklärung  gegen die Stilllegung. In der Begründung dieser Entscheidung des Ministeriums steht, dass die Erklärung der Gemeinde Malá Morávka keine konkreten Angaben zur heutigen Nutzung der Strecke, zur Finanzierung des Verkehrs als auch zu einer möglichen Übernahme der Strecke durch Dritte enthält. Nach einem Vorschlag der SŽDC vom 29. September 2010 entschied das Verkehrsministerium am 7. Januar 2011 über die Stilllegung der Strecke. Die SŽDC gab daraufhin bekannt, dass die Strecke zwar gesperrt, aber nicht abgebaut wird. Am 26. August 2011 wurde das gesamte Stilllegungsverfahren wieder aufgehoben.
Ab 30. Juni 2018 verkehren jeweils fünf touristische Reisezugpaare an den Wochenenden und Feiertagen im Sommerhalbjahr. Betreiber der Züge ist der Verein Slezský železniční spolek, beauftragtes Eisenbahnverkehrsunternehmen ist MBM rail. Zum Einsatz kommt eine historische Zuggarnitur aus einer Lokomotive der ČSD-Baureihe T 211.0 und einem Beiwagen der Reihe Blm. In Malá Morávka besteht jeweils Anschluss an eine touristische Autobuslinie von und nach Karlova Studánka (Bad Karlsbrunn).
Zwischen April und Juni 2019 führt der Streckenbetreiber SŽDC Reparaturarbeiten an der Strecke aus. Neben der abschnittsweisen Erneuerung von Gleisen und Anlagen werden auch einige Durchlässe und Brücken instand gesetzt. Malá Morávka erhält einen neuen Bahnsteig. Laut Angaben von SŽDC verkehren derzeit regelmäßig Güterzüge für die holzverarbeitende Industrie in Světlá Hora. Großen Umfang hat auch die Abfuhr borkenkäfergeschädigten Holzes aus den Wäldern des Altvatergebirges.